# ペレス・ジェプチルチル
ペレス・ジェプチルチル（英: Peres Jepchirchir、1993年9月27日 - ）は、ケニアの陸上競技選手。専門は長距離走。

## 経歴・人物
ペレスは、母国ケニアのメアリー・ジェプコスゲイ・ケイタニーに憧れて陸上競技を始めた。
2013年よりロードレースへの出場を始め、2014年9月にモンベリアル - ベルフォール（フランス）でのハーフマラソンでは1時間19分12秒のタイムで優勝した。
2016年にカーディフ（ウェールズ）で開催された世界ハーフマラソン選手権大会では個人及び団体（ケニアチーム）で優勝した。
2019年には、自身初となるフルマラソンにチャレンジ。さいたま国際マラソンに出場し、2時間23分55秒のタイムで優勝した。
2020年にグディーニャ（ポーランド）で開催された世界ハーフマラソン選手権大会では、女子単独競走の世界新記録となる1分5秒16のタイムで連覇を果たした。
2021年8月7日に、北海道札幌市にて開催された第32回オリンピック競技大会（東京オリンピック）陸上競技女子マラソンでは、フルマラソン世界記録保持者のブリジット・コスゲイ（ケニア）との終盤での一騎打ちを制し、2時間27分20秒で第1位に入着して金メダルを獲得した。